# Партизански отряд „Васил Левски“ (Пловдив)
Партизански отряд „Васил Левски“ (Пловдив) е подразделение на Втора Пловдивска въстаническа оперативна зона на НОВА по време на партизанското движение в България (1941 – 1944). Действа в района на Западна Средна гора.
Първите партизански групи в западното Средногорие се създават през 1941 г. През 1942 г. след разрастването им се формират Голямоселската, Левченската, Вайняговската и Богданската чета.
На 14 август 1943 г. в местността „Страчовец“ след обединението на четите и няколко бойни групи се създава Партизански отряд „Васил Левски“. Подразделя се на три чети. Командир е Запрян Фазлов (Леваневски), политкомисар Коста Мандраджиев, заместник-командир Гънчо Койчев.
Същият месец напада и разрушава 6 мандри, работещи за хитлеристката армия. На 25 август I чета провежда шесторна акция срещу ж. п. спирките Калофер, Свежен, Борисово, Габарево, Осетеново и Голямо село. Запалва гатерите по р. Тъжа и устройва засада на полицейско подразделение.
През есента на 1943 г. броят на партизаните в отряда достига 250 бойци. Командир е Дечо Бутев. През октомври 1943 г. напада армейско подразделение при с. Енина, разрушава германските предаватели на връх Юмрукчал. Провежда четворната акция в Карловско и с. Климент, напада дъскорезницата в с. Богдан, разгромява полицейско подразделение при с. Войнягово и много др.
На 27 октомври 1943 г. отрядът попада в блокада, организирана от армията, вследствие на която понася тежки загуби в Сопотската, Богданската и Войняговската чета, I и III дружина.
През пролетта на 1944 г. оцелелите партизани се възстановяват, масовизират и прегрупират в три чети „Добри войвода“, „Пенчо Дворянов“ и „Стефан Караджа“. Командир е Делчо Симов. На 21 май нападат войнишкия пост на връх Юмрукчал и се снабдяват с оръжие. Провеждат акции в с. Старосел, с. Климент, с. Старо Железаре, с. Ново Железаре, двойната акция в оръжейната фабрика на Сопот и фабрика „Братя Милеви“ Карлово.
На 15 юли 1944 г. отрядът се масовизира и прераства във Втора средногорска бригада „Васил Левски“.